# آرتور میلن (بازیکن فوتبال)
آرتور میلن (انگلیسی: Arthur Milne؛ زاده ۱۱ دسامبر ۱۹۱۴ – درگذشته ۱۹۹۷ (۸۲−۸۳ سال)) بازیکن فوتبال در پست مهاجم اهل بریتانیا بود.

## باشگاهی
از باشگاه‌هایی که در آن بازی کرده‌است می‌توان به باشگاه فوتبال هیبرنین، باشگاه فوتبال سنت میرن، باشگاه فوتبال لیورپول، باشگاه فوتبال داندی یونایتد اشاره کرد.

## تیم ملی
وی همچین در تیم ملی فوتبال اسکاتلند بازی کرد.